# Leucosolenia sertularia
Leucosolenia sertularia är en svampdjursart som först beskrevs av Ernst Haeckel 1872.  Leucosolenia sertularia ingår i släktet Leucosolenia och familjen Leucosoleniidae. Inga underarter finns listade i Catalogue of Life.

## Bildgalleri

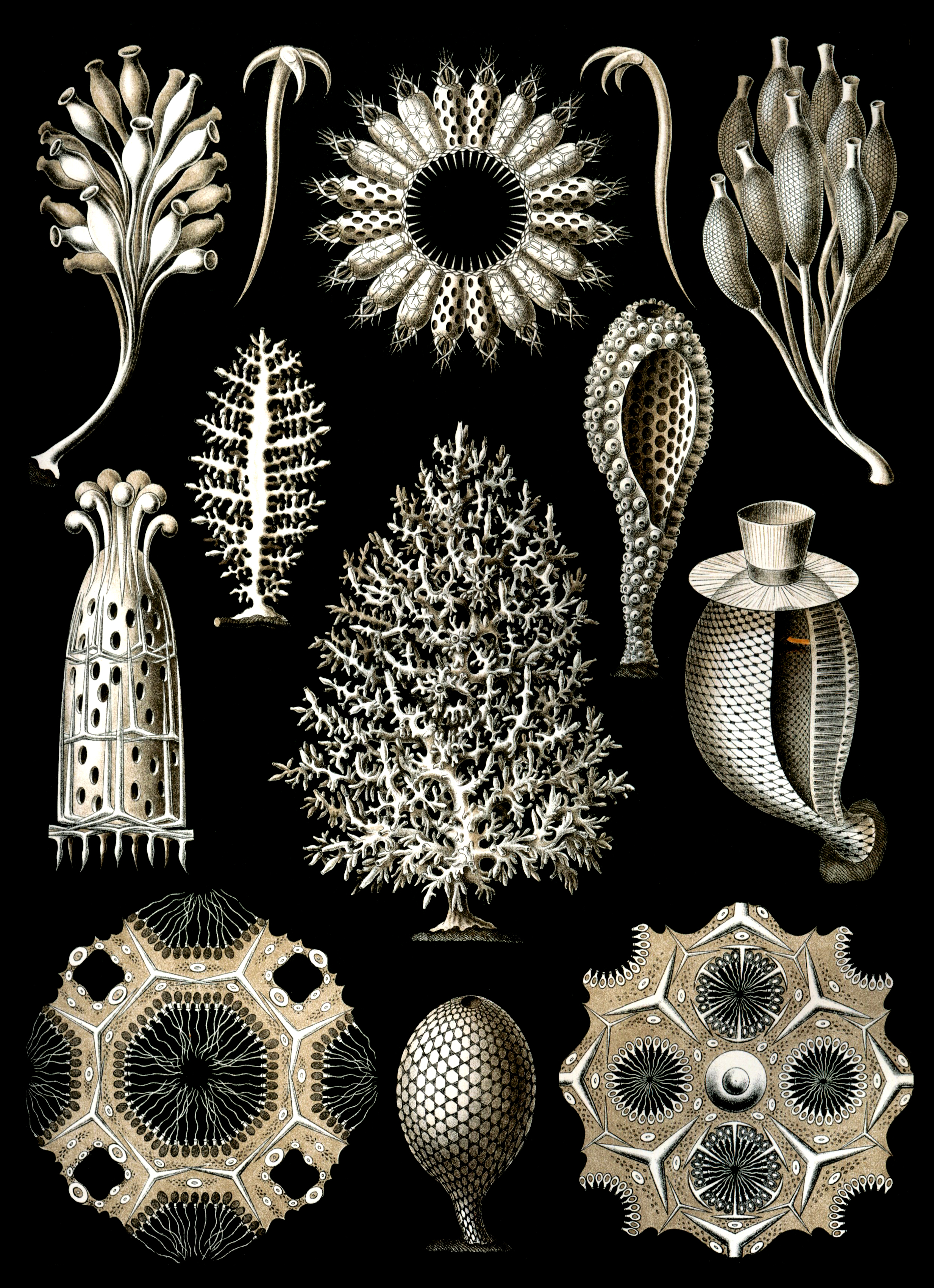